# Spaelotis valida
Spaelotis valida là một loài bướm đêm trong họ Noctuidae.